# Gustav von Eisenhart-Rothe
Johann Friedrich Ludwig Ernst Gustav von Eisenhart-Rothe (ur. 23 sierpnia 1855 w Zachow powiat Regenwalde, zm. 11 kwietnia 1936 w Putbus na wyspie Rugia) — był pruskim urzędnikiem królewskim, a następnie starostą (Landrat).

## Życiorys
- Urodził się w Czachowie w majątku rodziców w 1855
- Był synem sędziego królewskiego Friedricha von Eisenhart-Rothe (1819–1880)[1] i Idy von Loeper (1830–1914).
- Studiował prawo w Jenie
- W 1877 został członkiem Guestffalii[2]
- W 1880 został aplikantem adwokackim w sądzie w Werder (Havel)
- W 1884 roku we Frankfurcie nad Odrą poślubił Wandę von Oertzen (ur. 14 sierpnia 1863 w Guben, zm. 23 marca 1937 w Putbus), była córką królewskiego majora pruskiego Alexisa von Oertzen i Anny Klee.
- W 1885 został asesorem sądowym w Berlinie II
- W 1887 wyjechał do Poznania jako asesor rządowy
- W lutym 1889 objął prowizorycznie, a we wrześniu tego samego roku został starostą powiatu schubińskiego w prowincji poznańskiej[3]
- W 1891 został przeniesiony do powiatu koszalińskiego
- Zainicjował budowę szpitala w Koszalinie za co postawiono mu przy szpitalu obelisk[4]
- Do 1920 był starostą w Koszalinie
- W maju 1920 przechodzi na emeryturę czasową
- W 1921 przechodzi na emeryturę stałą.
- Odznaczony Orderem św. Jana